# Villåttinge härad

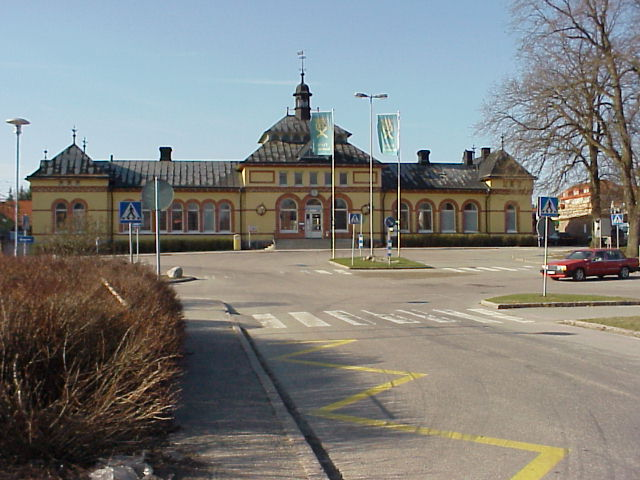
Järnvägsstationen i Flen.

Villåttinge härad var ett härad i mellersta Södermanland. Häradet omfattade större delen av nuvarande Flens kommun vilken är en del av Södermanlands län. Den totala arealen mätte 671 km² vilket år 1933 fördelade sig på knappt 142 km² åker och knappt 341 km² skog. Befolkningen mätte samma år 14 649 invånare. Tingsställe var från 1560-talet Lilla Malms sockenstuga, från 1720 Flen som 1790 flyttades till Malma Hed i Malmköping.

## Geografi
Villåttinge utgör den nordvästra delen av den sörmländska sjöplatån och sträcker sig från sjön Båven i söder mot nordväst och Mälarmårdens skogstrakter. Häradsområdet utgörs i huvudsak av kuperat landskap, som är sönderstyckat av sjöar och vattendrag, vilket genomkorsas av Västra stambanan. I väster gränsade Villåttinge härad mot Oppunda härad och i nordväst mot Västerrekarne härad. I norr ligger Österrekarne härad och i nordost Åkers härad. I öster avgränsas Villåttinge av Daga härad och i sydost av Rönö härad. 
Inom häradet fanns en köping: Malmköpings köping, samt två municipalsamhällen: Sparreholm och Flen, som år 1949 blev Flens stad. Största tätorten förutom Flen är idag Malmköping belägen 33 km söder om Eskilstuna.

### Socknar
Villåttinge härad omfattade åtta socknar.
- Dunker
- Flen
- Forssa
- Helgesta
- Hyltinge
- Lilla Malma (före 1940 Malma)
- Mellösa (före 1932 Lilla Mellösa)
- Årdala

samt 
- Malmköpings köping

## Historia
Omkring år 1350 infördes den nuvarande häradsindelningen i landskapet Södermanland och ersatte därmed de tidigare hundare som vilade på förhistoriska anor. Namnet skrevs år 1275 Wilattunge. Det har antagits betyda den vilsekomna åttingen d.v.s åttondelen. Orsaken till detta lär vara att Villåttinge varit en åttondel med särskild, mer fristående ställning inom det gamla Österrekarne härad, från vilken det sedermera kom att helt avskiljas med vissa tillägg från Oppunda härad. Villåttinge härads tingsplats har legat vid länsmansgården i Malmköping åtminstone sedan 1500-talet, för att sedermera flytta till det nybyggda tingshuset år 1790. Villåttinge härads sigill visade ett träd omgärdat av årtalet 1589.
Av samhällena i Villåttinge härad är det Malmköping som först kom att utvecklas ordentligt. Orten började som samlingsplats för Södermanlands regemente och kom mellan åren 1774 och 1921 att ha sin fasta exercished på Malma hed mitt i samhället. Runt regementet utvecklades orten med trähusbebyggelse kring heden, och idag finns i orten välbevarade sekelskiftsmiljöer. Flen uppstod som järnvägsknut när Västra stambanan drogs fram genom häradet under 1860-talet. Orten blev först municipalsamhälle för att så sent som år 1949 få stadsrättigheter. Bland övriga orter märks stationssamhällena Sparreholm och Skebokvarn samt bruksorten Hälleforsnäs där ett järnbruk grundades år 1659 vilket sedermera kom att växa till ett av de största kanongjuterierna i norra Europa.
Vid sjöarna i Villåttinge härad finns ett stort antal slott och herresäten. Bland dessa märks Prins Wilhelms Stenhammars slott strax väster om Flen som numera är i kunglig ägo, det nationalromantiska Rockelsta slott och ståtliga Vibyholms slott, Sparreholms slott vid Båvens strand, den naturskönt belägna Yxtaholms herrgård och statsministerbostaden Harpsunds herrgård.

## Län, fögderier, domsagor, tingslag och tingsrätter
Häradet har sedan 1634 hört till Södermanlands län. Församlingarna i häradet har hört Strängnäs stift.
Före 1634 ingick häradet i bland annat Vibyholms län (1558-1630) och Eskilstuna län för att tidigare ingått i Gripsholms län.
Häradets socknar hörde till följande fögderier:
- 1720-1885 Södermanlands läns Andra fögderi
- 1886-1917 Vingåkers fögderi
- 1918-1966 Rekarne fögderi dock bara till 1945 för Flens, Forssa, Helgesta, Hyltinge, Mellösa och Årdala socknar
- 1946-1966 Flens fögderi dock ej Dunkers och Lilla Malma socknar
- 1967-1990 Katrineholms fögderi för Dunkers och Lilla Malma socknar

Häradets socknar tillhörde följande domsagor, tingslag och tingsrätter:
- 1680-1947 Villåttinge tingslag i 
  - 1680-1878 Oppunda, Villåttinge, Jönåkers, Rönö och Hölebo häraders domsaga, från 1861 benämnd Kungadömets domsaga
  - 1879-1947 Oppunda och Villåttinge domsaga
- 1948-1970 Oppunda och Villåttinge domsagas tingslag i Oppunda och Villåttinge domsaga

- 1971-2009 Katrineholms tingsrätt och dess domsaga
- 2009- Nyköpings tingsrätt och dess domsaga

### Webbkällor
- Nationella arkivdatabasen för uppgifter om fögderier, domsagor, tingslag och tingsrätter